# 卡尔达诺阿尔坎波
卡尔达诺阿尔坎波（義大利語：Cardano al Campo），是意大利瓦雷泽省的一个市镇。总面积9平方公里，人口14393人，人口密度1599.2人/平方公里（2009年）。国家统计（ISTAT）代码为012032。

## 友好城市
- 義大利斯蒂利亚诺
- 西班牙萨劳特斯